# دوروثي كريستين
دوروثي كريستين (بالإنجليزية: Dorothy Kirsten)‏ هي مغنية أوبرا ومغنية وممثلة أمريكية، ولدت في 6 يوليو 1910 بمونتكلير في الولايات المتحدة، وتوفيت في 18 نوفمبر 1992 بلوس أنجلوس في الولايات المتحدة بسبب سكتة.

## أعمال

### أفلام
- (1951) كاروسو العظيم

## وصلات خارجية
- دوروثي كريستين على موقع IMDb (الإنجليزية)
- دوروثي كريستين على موقع الموسوعة البريطانية (الإنجليزية)
- دوروثي كريستين على موقع ميوزك برينز (الإنجليزية)
- دوروثي كريستين على موقع ديسكوغز (الإنجليزية)
- دوروثي كريستين على موقع قاعدة بيانات الفيلم (الإنجليزية)